# Martin Broughton
Sir Martin Faulkner Broughton est un homme d'affaires anglais né en 1947 à Londres. Broughton est président de British American Tobacco de 1998 à 2004. Il devient président de British Airways en juin 2004. Il occupe toujours ce poste ainsi que celui de vice-président de la Confederation of British Industry. En avril 2010, Broughton est appelé par les deux copropriétaires américains du Liverpool Football Club, Tom Hicks et George Gillet, afin de superviser la vente du club.
Il est fait chevalier le 31 décembre 2010, dans le cadre des honneurs et promotions accordés à l'occasion du Nouvel An, pour services rendus au monde des affaires.